# Koidula (cràter)
Koidula és un cràter d'impacte en el planeta Venus de 67 km de diàmetre. Porta el nom de Lydia Koidula (1843-1886), poetessa estoniana, i el seu nom va ser aprovat per la Unió Astronòmica Internacional el 1985.